# José María Gironella
José María Gironella Pous (Darníus, Gerona, 31 de diciembre de 1917-Arenys de Mar, Barcelona, 3 de enero de 2003) fue un escritor español, ganador del premio Nadal, el Planeta, el Nacional de Literatura y el Ateneo de Sevilla. Fue muy famoso por su trilogía sobre la guerra civil española: Los cipreses creen en Dios (1953), Un millón de muertos (1961) y Ha estallado la paz (1966).

## Biografía
De familia humilde (su abuelo era zapatero), el padre era un fabricante de tapones de corcho que padecía depresiones intermitentes, y la madre una muy ferviente católica; tenía cuatro hermanos. Presionado por su madre, estudió en un seminario entre los diez y los doce años, pero lo dejó por la extrema represión que sufrió y su falta de vocación y desempeñó luego distintos oficios (desde niño fue aprendiz, luego dependiente de droguería, después obrero en una fábrica de licores y por último se empleó en el banco Arnús como botones) por lo que su formación fue principalmente autodidacta.
La lectura de la Historia de Cristo, de Giovanni Papini le influyó notablemente, insuflándole una visión del humanismo cristiano que impregna todas sus obras; también fue un gran admirador de Dostoievski. Al comienzo de la guerra civil huyó del territorio republicano a Francia, para luego entrar en la zona nacional y unirse al ejército de Franco. Logró llegar a San Sebastián y se alistó voluntario en una Compañía de Esquiadores del Tercio de Requetés de Nuestra Señora de Montserrat que se había formado en Zaragoza para cubrir el Pirineo aragonés. Pensó entonces que cuando terminara la contienda alguien debería escribir por qué se produjo, en qué había consistido y cuáles serían sus consecuencias. Ya entonces había escrito desde el frente, con mucho éxito, un artículo en el semanario Domingo y una novela perdida sobre sus experiencias en el Pirineo (Caballeros en la niebla, 1938), y concibió una trilogía, que luego se extendería a tetralogía, mientras pasaba la guerra en las montañas; estuvo nueve meses a 2800 metros en una tienda de campaña con cinco compañeros. En 1940 empezó a colaborar en la prensa gerundense y en 1942 fue nombrado corresponsal del diario Informaciones en Roma. Su novia Magdalena Castañer («el único amigo íntimo de mi vida», diría) estaba empleada en la Central Telefónica de Gerona y había pedido voluntariamente hacer turno de noche porque entonces había poco trabajo y eso le permitía leer sin descanso. Gironella, con dinero prestado, montó una librería de lance en Gerona y se casaron dos años después, en 1946; un año antes había publicado su primer libro de poemas, Ha llegado el invierno y tú no estás aquí (1945).
Hicieron el viaje de novios a Cadaqués: sus recursos no daban para más. Y como no había podido hacerle ningún regalo a su mujer (solo la novela Nada, de Carmen Laforet, Premio Nadal de 1944), se propuso ganar el mismo premio, en lo que fue animado por su esposa, gran lectora. El título fue Un hombre, porque eso era lo que Gironella deseaba ser, y lo escribió en mes y medio. El 6 de enero de 1946 llegó el telegrama de Rafael Vázquez Zamora en el que le comunicaba que le había sido otorgado el premio; pero el libro apenas se vendió.
Advirtió entonces que le faltaba formación, experiencia, madurez humana para seguir su carrera de escritor; cerró la librería de lance y se trasladó con su esposa a Palma de Mallorca. Publicó luego La marea (1949), sobre la derrota del nazismo y sus consecuencias. Impulsado por Magda marcharon a París cuando el escritor contaba treinta años. Allí aprendería lo que le hacía falta. Y podría escribir la primera parte de su trilogía sobre la guerra civil, protagonizada por una familia gerundense, los Alvear; la primera obra trataría sobre la preguerra, la segunda sobre la contienda y la tercera sobre la posguerra. Magda se ofreció a los hoteles de lujo para guardar, de noche, a los hijos de los millonarios norteamericanos que querían irse al Lido y a las Folies-Bergères. Gironella llegó hasta los mil folios del original al que ya había puesto el título de Los cipreses creen en Dios; cuatro editoriales la rechazaron, pero una vez publicada en 1953 por  José Manuel Lara, fundador de editorial Planeta, fue su primer éxito y vendió dos millones de ejemplares, cinco millones en todo el mundo según Joaquín Soler Serrano. Lara fue su editor durante treinta años, hasta que se enemistaron.
Gabriel Marcel, filósofo eminente y asesor de la Colección Extranjera de la Editorial Plon, hizo un informe favorable a la firma del contrato por los derechos de todo el mundo, excepto España, dónde Los cipreses creen en Dios se enfrentó a la negativa de publicación del censor en turno, quien finalmente cambió de opinión al enterarse de que en las ediciones de otros idiomas aparecería la leyenda «Censurada en España». Pero el autor había quedado psíquicamente agotado. Tras el éxito, el matrimonio Gironella se trasladó a Florencia, donde José María deseaba saludar a Papini para decirle que le consideraba su maestro; pero no estaba él, aunque vieron su jardín y, a través de la ventana, su pequeño despacho, donde, envuelto en humo —su estufa funcionaba— había escrito Historia de Cristo.
Cuando escribía el segundo tomo de la trilogía, Un millón de muertos (1961), empezaba a superar una grave depresión, manifestada por vez primera el día de Nochebuena de 1952 en la catedral de Gerona durante una misa, que superó ya al imprimirse Ha estallado la paz (1966). Después de la tetralogía escribió otras novelas y muchos libros de sus viajes por el mundo. Colaboró en prensa, y más tarde viajó por Estados Unidos y México, y por Alemania, Dinamarca, Suiza y Finlandia, aprovechando para tratarse de su enfermedad y fijando residencia algunas temporadas en Viena y en Helsinki para tratarse de la depresión que por entonces padeció y que describió en su libro Los fantasmas de mi cerebro, escrito a retazos después de sus sesiones de terapia por electrochoque; durante esa época contó que tuvo algunas experiencias como médium que no quiso proseguir. Más tarde regresó a España, en donde continuó con su labor literaria, en la que quizá sea su obra más destacada la novela río  Condenados a vivir (1971), presunto manifiesto generacional. En 1973 viajó a la Unión Soviética, como ajedrecista aficionado, donde hizo amistad con el gran maestro David Bronstein. En Los hombres lloran solos (1986) ofreció su particular punto de vista sobre la transición política española. Viajó luego a Tierra Santa, Egipto, Ceilán, la India, Japón, China, escribiendo luego los consiguientes libros de viajes; después de siete años de descreimiento total, su descubrimiento de la espiritualidad oriental tras sus viajes a Oriente le devolvió una cierta fe; su última novela, El Apocalipsis —seiscientas páginas— la terminó de escribir a los 83 años, después de haber superado una hemiplejía. 
Su principal obra es la tetralogía sobre la Guerra Civil, formada por Los cipreses creen en Dios (1953), Un millón de muertos (1961), Ha estallado la paz (1966) y Los hombres lloran solos (1986), que obtuvieron un éxito de público notable (seis millones de ejemplares entre todos los tres primeros títulos), salvo el último. Se tradujo a siete idiomas y se le reconocía el mérito de ser un imaginativo fabulador. También escribió libros de viajes (El Japón y su duende, 1965; En Asia se muere bajo las estrellas, 1968; El escándalo de Tierra Santa, 1978; y El escándalo del Islam, 1982...), reportajes (Gritos del mar, 1967; Gritos de la tierra, 1970), artículos de prensa (Mundo tierno, mundo cruel, 1981), poemas y polémicas colecciones de entrevistas con cuestionario, como Cien españoles y Dios o Cien españoles y Franco. Se documentaba sin embargo rigurosamente para escribir sus obras, aunque seleccionaba los materiales según sus creencias. Falleció por una embolia cerebral tres días después de su 85 cumpleaños, repentinamente cómo dice su esposa:

Pasada la medianoche se ha encontrado mal de repente y ha dejado de respirar, ha muerto en mis brazos"

Recibió a título póstumo la  Gran Cruz de Alfonso X el Sabio.

## Obras publicadas
- Ha llegado el invierno y tú no estás aquí (poesía, 1945)
- Un hombre (novela, 1946, premio Nadal)
- La marea (novela, 1948)
- Los cipreses creen en Dios (novela, 1953, Premio Nacional de Literatura)
- Los fantasmas de mi cerebro (1958)
- Un millón de muertos (novela, 1961)
- Mujer, levántate y anda (novela, 1962)
- Personas, ideas, mares (viajes, 1963)
- El Japón y su duende (viajes, 1964)
- Todos somos fugitivos (ensayos, 1965)
- China, lágrima innumerable (1965)
- Ha estallado la paz (novela, 1966)
- Gritos del mar (artículos, 1967)
- En Asia se muere bajo las estrellas (1968)
- 100 españoles y Dios (1969)
- Gritos de la tierra (1970)
- Condenados a vivir (novela, 1971, Premio Planeta)
- El Mediterráneo es un hombre disfrazado de mar (1974)
- El escándalo de Tierra Santa (1978)
- Carta a mi padre muerto (1978)
- 100 españoles y Franco (1979)
- Mundo tierno, mundo cruel (1981)
- El escándalo del Islam (1982)
- Cita en el cementerio (1983)
- Los hombres lloran solos (1986)
- La duda inquietante (novela, 1988, Premio Ateneo de Sevilla)
- Jerusalén de los evangelios (1989)
- A la sombra de Chopin (1990)
- Yo, Mahoma (1992)
- Carta a mi madre muerta (1992)
- Nuevos 100 españoles y Dios (1994)
- El corazón alberga muchas sombras (1995)
- Se hace camino al andar (1997)
- Las pequeñas cosas de Dios (1999)
- El apocalipsis (2001)
- Por amor a la verdad (2003)